# Michael Landmann
Michael Landmann (* 16. Dezember 1913 in Basel; † 25. Januar 1984 in Haifa) war ein jüdischer Schweizer Philosoph. Sein Hauptinteresse galt der philosophischen Anthropologie. Darüber hinaus ist er als Simmel-Forscher bekannt geworden.

## Biografie
Michael Landmann war ein Sohn des Nationalökonomen Julius Landmann und der Philosophin Edith Landmann. Sein Bruder ist der Altphilologe Georg Peter Landmann. Seine Eltern zählten zu den Freunden Stefan Georges und hatten Kontakt zum George-Kreis.
Weil sein Vater in Kiel beruflich tätig gewesen war, besuchte Landmann dort von 1927 bis 1933 ein Gymnasium. Nach der Rückkehr in die Schweiz studierte er an der Universität Basel Philosophie, Psychologie, Griechisch und Germanistik bei Herman Schmalenbach, Paul Häberlin und Walter Muschg; zwischendurch studierte er ein Jahr in Paris. 1939 erfolgte seine Promotion mit der Dissertation zum Thema  Der Sokratismus als Wertethik. Nach einer Assistententätigkeit bei Schmalenbach und Karl Jaspers habilitierte sich Landmann 1949 bei Otto Friedrich Bollnow in Mainz mit der Arbeit Problematik. Nichtwissen und Wissensverlangen im philosophischen Bewußtsein. Nach kurzer Lehrtätigkeit in Mainz war Michael Landmann von 1951 bis 1978 Professor für Philosophie an der Freien Universität Berlin. An der Freien Universität gehörte er dem Kuratorium der 1957 gegründeten Deutsch-Israelischen Studiengruppe an. Nach der Emeritierung siedelte Landmann nach Haifa in Israel über, wo er bereits 1972/73 Gastprofessor war.
Michael Landmann war seit 1939 verheiratet mit der Schriftstellerin und Journalistin Salcia Landmann, geb. Passweg. Ihr gemeinsamer Sohn ist der Rechtsanwalt Valentin Landmann.

## Werke (Auswahl)
- Der Sokratismus als Wertethik. Der hohen Philosophisch-Historischen Fakultät der Universität Basel zur Erlangung der Doktorwürde als Dissertation vorgelegt. Dissertationsverlag Knobel, Dornach (Sol.) 1943.
- Problematik. Nichtwissen und Wissensverlangen im philosophischen Bewusstsein. Vandenhoeck & Ruprecht, Göttingen 1949.
- Elenktik und Maieutik. Drei Abhandlungen zur antiken Psychologie. Bouvier, Bonn 1950.
- Erkenntnis und Erlebnis. Phänomenologische Studien. Walter de Gruyter, Berlin 1951.
- Geist und Leben. Varia Nietzscheana. Bouvier, Bonn 1951.
- als Michael Moritz: Atlantiden. Gedichte. Bloch, Berlin 1952.
- Das Zeitalter als Schicksal. Die geistesgeschichtliche Kategorie der Epoche. Verlag für Recht und Gesellschaft, Basel 1956.
- Das Tier in der Jüdischen Weisung. Lambert Schneider, Heidelberg 1959.
- Der Mensch als Schöpfer und Geschöpf der Kultur. Geschichts- und Sozialanthropologie, München, Basel: E. Reinhardt, 1961.
- De homine. Der Mensch im Spiegel seines Gedankens. Orbis academicus 1/9, Karl Alber, Freiburg / München 1962.
- Pluralität und Antinomie. Kulturelle Grundlagen seelischer Konflikte. Reinhardt, München 1963.
- Die Absolute Dichtung. Essays zur philosophischen Poetik. Klett-Cotta, Stuttgart 1963.
- Ursprungsbild und Schöpfertat. Zum platonisch-biblischen Gespräch. Nymphenburger, München 1966.
- Das Ende des Individuums – Anthropologische Skizzen. Klett, Stuttgart 1971, ISBN 3-12-905240-2
- Das Israelpseudos der Pseudolinken. Colloquium, Berlin 1971. Neuauflage mit einem Vorwort von Henryk M. Broder und einem Nachwort von Jan Gerber und Anja Worm: ça ira, Freiburg 2013.
- Philosophie – ihr Auftrag und ihre Gebiete, Deutsche Buch-Gemeinschaft, Berlin Darmstadt Wien, ohne Jahr (1972).
- Entfremdende Vernunft. Klett, Stuttgart 1975.
- Anklage gegen die Vernunft. Klett, Stuttgart 1976.
- Neugestaltung der hebräischen Schrift. Bouvier, Bonn 1977.
- Erinnerungen an Stefan George. Seine Freundschaft mit Julius und Edith Landmann. Castrum Peregrini Presse, Amsterdam 1980.
- Jüdische Miniaturen. Band 1: Messianische Metaphysik. Band 2: Israelische Streitschriften und Tagebücher. Bouvier, Bonn 1982.
- Philosophische Anthropologie. Menschliche Selbstdeutung in Geschichte und Gegenwart. 5. Aufl. de Gruyter Berlin u. a. 1982.
- Figuren um Stefan George. 2 Bände. Castrum Peregrini Presse, Amsterdam 1982–1988.
- Was ist Philosophie? 4. Auflage. Bouvier, Bonn 1985.
- Fundamental-Anthropologie. Bouvier, Bonn 1979.